# Querelles
Pour les articles homonymes, voir Querelle.
Pour plus de détails, voir Fiche technique et Distribution.
Querelles (Soog) est un film dramatique iranien réalisé par Morteza Farshbaf, sorti en 2011.

## Synopsis
Dans la pénombre, on entend un couple se disputer violemment. Puis, ils quittent précipitamment leur domicile. Les phares de leur véhicule éclairent alors la chambre de leur fils Arshia, âgé de dix ans, qui ne dort pas et n'a donc rien perdu de la scène. Dès le lendemain, l'oncle et la tante de l'enfant, tous deux sourds, partent sur des routes escarpées et sinueuses à la recherche des parents. Or, la route s'avère, en fin de compte, douloureuse : les parents d'Arshia sont victimes d'un terrible accident…

## Fiche technique
- Titre original : Soog
- Titre international : Mourning
- Titre français : Querelles
- Réalisation : Morteza Farshbaf
- Scénario : Anahita Ghazvinizadeh, d'après l'histoire de Morteza Farshbaf
- Décors : Shadmehr Rastin
- Costumes : Siamak Karinejad
- Photographie : Hamid Reza Ahmadi
- Son : Vahid Moghadasi et Alireza Alavian
- Montage : Hesam Eslami
- Production : Hadi Saeedi
- Société de production : KMBO (France)
- Société de distribution : KMBO
- Pays d'origine :  Iran
- Langues originales : persan, langue des signes iranienne
- Format : couleur
- Genre : drame
- Durée : 85 minutes
- Dates de sortie :
  -  Corée du Sud : 9 octobre 2011 (Festival international du film de Pusan)
  -  France : 25 avril 2012

## Distribution
- Sharareh Pasha : Sharareh
- Kiomars Giti : Kamran
- Amir Hossein : Arshia

## Distinctions

### Récompenses
- Festival du film asiatique de Deauville 2012
  - Lotus du meilleur film
  - Mention spéciale

### Nominations
- Festival international du film de Londres 2011
  - World Cinema
  - The Sutherland Trophy
- Festival international du film de Tokyo 2011
  - Prix du meilleur film
  - Mention spéciale
- Festival du film asiatique de Deauville 2012
  - Lotus du jury
  - Lotus Air France